# هری و پسر
هری و پسر (انگلیسی: Harry & Son) فیلمی به کارگردانی پل نیومن است که در سال ۱۹۸۴ منتشر شد.

## بازیگران
- رابی بنسون
- الن بارکین
- جوآن وودوارد
- پل نیومن
- ویلفورد بریملی
- اوسی دیویس
- مورگان فریمن
- مائوری چایکین
- جودیت ایوی